# Große Olympiaschanze
Große Olympiaschanze je stadion se skokanským můstkem v Garmisch-Partenkirchenu v Bavorsku v Německu. Pojme 35 000 diváků. Byl hlavním centrem dění během Zimních olympijských her v roce 1936. Každoročně se zde pořádá druhý závod slavného Turné čtyř můstků.
Byl slavnostně otevřen při oslavách Nového roku v roce 1921. Před Zimními olympijskými hrami v roce 1936 byl přestavěn a jeho kapacita byla pro 40 000 lidí. Kromě zahajovacího a závěrečného ceremoniálu se zde také soutěžilo ve skocích na lyžích, severské kombinaci a běhu na lyžích.
Jeho dnešní podoba je z roku 1940, kdy měl hostit Zimní olympijské hry 1940, ale kvůli Druhé světové války byla zrušena. Původně se měla odehrávat v Sapporu, ale kvůli čínsko-japonské válce byla udělena Garmisch-Partenkirchenu.
V roce 1950 zde byla postavena ocelová točitá věž a roku 1976 byl zcela přestavěn. Dále byl rekonstruován v roce 1996, ale nejvýraznější rekonstrukcí prošel v roce 2007, kdy byl zmodernizován a byl vybudován nový skokanský můstek, kvůli požadovanému přechodu na pokročilé technické normy Mezinárodní lyžařské federace (FIS). Jeho celková výška činí 125 m.
Rekord můstku zde v současnosti drží švýcarský skokan Simon Ammann, který zde 1. ledna 2010 doskočil do vzdálenosti 143,5 m.